# نقد کتاب
نقد کتاب یا بررسی کتاب یا کتابگزاری به‌معنای نقد و بررسی کتاب است. از انواع کتابگزاری‌ها می‌توان به کتابگزاری‌های انتقادی، شفاهی، تجاری و توصیفی اشاره کرد.

## انواع کتابگزاری
کتابگزاری انواع مختلفی دارد:
1. کتابگزاری توصیفی: در این نوع کتابگزاری فقط کتاب‌ها توصیف می‌شوند و قضاوتی دربارهٔ آن‌ها نمی‌شود.
2. کتابگزاری انتقادی: که علاوه‌بر توصیف اثر، دربارهٔ آن قضاوت نیز می‌شود.
3. کتابگزاری‌های تجاری نیز توسط ناشران و کارگزاران کتاب بااهداف بازاریابی و فروش آن منتشر می‌شود. این نوع کتابگزاری‌ها به‌جنبهٔ مثبت اثر می‌پردازند.
4. کتابگزاری شفاهی: این کتابگزاری مانند سایر کتابگزاری‌هاست، امّا شفاهی است.
5. گزارمان: به‌معنای بیان ویژگی‌های کتاب در یادداشت‌های کوتاه توصیفی یا انتقادی است.
6. چکیده: چکیدهٔ تمام‌نما، حاوی تمام نکات اساسی یک نوشته‌است.